# Plaza de Toros de Olivenza
La plaza de toros de Olivenza (Badajoz) es una de las primeras plazas en abrir cada año la temporada de ferias taurinas en España. En la actualidad tiene una capacidad de cinco mil seiscientas localidades.

## Historia
La Reina Isabell II, en enero de 1857, concedió el permiso de construcción de la plaza en el interior del Baluarte número cuatro de la ciudad. Posteriormente, en el año 1958, se realizaron las obras de las columnas y arcos tan características que adornan la plaza y donde se ubican las gradas. Estas obras se desarrollaron siendo presidente de la Sociedad Plaza de Toros de Olivenza –propietaria del coso–, don Bernardino Píriz Carballo.
El primer cartel conocido del que se tiene data fue el de 29 de junio de 1868, precisamente de la corrida de inauguración. Una tarde, en la que Francisco Arjona Cúchares le dio la alternativa al torero de Badajoz Juan Cuervo.
A principio de la década de los noventa se acometieron en la plaza obras de reforma, bajo la presidencia de Marceliano Ortiz Blasco. En la remodelación de las instalaciones se dotó al ruedo de albero, se construyeron chiqueros nuevos, se cambió todo el entablado del callejón y se instaló la numeración de todos los tendidos con piedra de mármol.

## Feria del Toro de Olivenza
La Feria del Toro de Olivenza fue creada en 1991 a iniciativa del ayuntamiento, los propietarios de la plaza de toros y algunos empresarios. Por su importancia la feria taurina de Olivenza fue declarada en 2013 Fiesta de Interés Turístico Regional de Extremadura. La Diputación de Badajoz aprobó el 31 de enero de 2020 iniciar los trámites para que la Feria del Toro de Olivenza sea declarada de Interés Turístico Nacional.
Tras la feria de Valdemorillo, la de Olivenza es una de las primeras ferias taurinas del calendario taurino español; primera de las ferias que se celebran en Extremadura, se da cita la primera semana de marzo. Durante los cuatro días que dura la feria Olivenza es punto de encuentro de aficionados de diferentes puntos de España, así como de Portugal, Francia, Italia y Alemania. En paralelo a los festejos taurinos se desarrolla la feria del toro en el recinto ferial de la ciudad donde se dan cita representantes del sector servicios del mundo taurino, con un amplio programa de actividades culturales. El impacto económico de la feria fue de 5,3 millones de euros en España y de 2,8 millones de euros en Extremadura, con una media de 12 000 visitantes en 2018.

## Hitos
La feria taurina de Olivenza cuenta con varios hitos a lo largo de su historia como las reapariciones del maestro Ortega Cano en marzo de 2001 o la de Juan José Padilla en 2012 tras la grave cogida sufrida meses atrás en la Feria del Pilar. En el recuerdo también la reaparición de Espartaco y el Juli en 1999 en la que se llegaron a pagar entre cuarenta mil y cien mil pesetas de la época por una entrada de tendido de sombra.